# Josef Berg
Josef Berg (8. března 1927 Brno – 26. února 1971 Brno) byl český hudební skladatel, spisovatel a hudební vědec.

## Život
V letech 1946–1950 studoval skladbu na brněnské konzervatoři u Viléma Petrželky. Současně navštěvoval přednášky Jana Racka a Bohumíra Štědroně z hudební vědy na Masarykově univerzitě. Po absolvování konzervatoře pracoval jako hudební redaktor brněnského rozhlasu, kde spolupracoval s Brněnským rozhlasovým orchestrem lidových nástrojů, pro který napsal jak četné úpravy tak několik vlastních skladeb. Od roku 1953 se věnoval výhradně skladatelské činnosti. Volně spolupracoval s Mahenovou činohrou Státního divadla v Brně, pro kterou napsal množství výrazných scénických hudeb, jež převyšovaly běžnou praxi a stávali se rovnocennými složkami inscenací.
Podílel se na založení hudebního sdružení Skupina A, zaměřeného na šíření nových hudebních směrů a v jejím rámci se účastnil práce kompozičního týmu, který vedl skladatel Alois Piňos. Vedle skladatelské činnosti byl rovněž literárně činný. Kromě četných novinových článků a recenzí psal i divadelní hry, aforismy, povídky i díla spojující hudbu a literaturu. Vytvořil nový žánr komorní opery, pro který sám psal libreta. Vznikla tak řada operních miniatur, převážně ironizačního rázu, jako Odysseův návrat, Evropská turistika, Eufrides před branami Tymén, Snídaně na hradě Šlankenvaldě a Johanes doktor Faust.

## Dílo
Bergův skladatelský styl vycházel nejprve z moravské národní hudby a z díla Leoše Janáčka, později vytvořil svůj vlastní osobitý styl obohacen principy a kompozičními technikami soudobé hudby. Byl silně ovlivněn antikou a mytologií. Začátkem šedesátých let pro sebe objevil dramatický princip Bertolta Brechta a právě Brecht jej odvedl od nostalgie z mytologie k odstranění respektu před "tzv. kultem velkých zabíječů", který se od této doby snaží ve svém díle demýtizovat (Odysseův návrat, Eufrides před branami Tymén, ...).

### Hudební dílo
Raná tvorba
- Smyčcový kvartet (1949)
- 1. symfonie (1950)
- 2. symfonie (1951)
- Něco o sobě. Klavírní cyklus (1953)
- 3. symfonie (1955)
- Měsíce (1956)
- Tři ornamentální improvizace pro klavír (1956)
- Tři středověké improvizace pro klavír (1956)
- Tři improvizace po přečtení Illiady (1957)
- Sonáta pro violu a klavír (1957)
- Pět fug pro dechové kvinteto (1958)
- Klavírní suita BC (1958)
- Fantasie in C (1958)
- Preludia pro klavír (1959)
- Tři výjevy s Odyssey pro mužský sbor a bicí nástroje (1959)

Vrcholná tvorba
- Sextet pro harfu, klavír a smyčcový kvartet. (1959)
- Renesanční lidová suita pro komorní orchestr. (1960)
- Nonet pro 2 harfy, cembalo, klavír a bicí. (1962)
- Odysseův návrat. Komorní opera na vlastní libreto. V roce 1995 uvedeno v České televizi[2]. Existuje také televizní verze z roku 1966.
- Písně nového Werthera. Cyklus písní pro basbaryton a klavír na vlastní text. (1963)
- Clamor symphoniacus Pro 2 trubky, tenorový saxofon, joniku, 2 harfy, kytaru, banjo, klavír, cembalo, xylofon, vibrafon, tympány, 2 housle, violu a violoncello. (1963)
- Torso světské suity (1963)
- Evropská turistika. Komorní opera na vlastní libreto. (1964)
- Sonata per clavicemballo e pianoforte in modo classico (1964)
- Varhanní hudba na téma G. Bichoise (1964)
- Pijácký orloj madrigal. (1964)
- Eufrides před branami Tymén. Komorní opera na vlastní libreto. (1964)
- Smyčcový kvartet (1965)
- Due canti na latinský text Jana Nováka pro basbaryton, ženský sbor, instrumentální soubor, varhany a metronom. (1966)
- Snídaně na hradě Šlankenvaldě. Výjev ze staré loutkové komedie na text Matěje Kopeckého a autora. (1966)
- Ó Corino! na slova básně Theophila de Viau v překladu Jaroslava Vrchlického (1967)
- Tryzna za Jana Palacha pro smyčcové kvarteto, klavír, bicí a žesťový nástroj. (1969)
- Provizorní předvedení opery Johannes doktor Faust. Komorní opera. (1965-1969)
- Johannes doktor Faust. Velká opera o 3 dějstvích. (1963-1969) (Operu dokončili skladatelé M. Ištvan a M. Štědroň, premiéra v Janáčkově divadle v roce 1981).
- Snění. Skladba pro přeladěné nástroje v tónovém systému Beta pro 4 housle, joniku, klavír, 2 kytary a bicí. (1970)

Scénická hudba
- Lukullův výslech (1960)
- Mysterie-buffa (1960)
- Markoltovo šprýmování aneb Frantové a Bařtipáni (1960)
- Robespierre (1960)
- Oresteia (1961)
- Lhář a jeho rod (1962)
- Don Juan (1964)
- Komedie o Anešce, královně siciliánské (1966)
- Život Eduarda Druhého Anglického (1970)

Akce
- Hlasová vernisáž, pro soprán a baryton s doprovodem instrumentální skupiny. Spoluautoři: Miloslav Ištvan, Alois Piňos, Rudolf Růžička, Miloš Štědroň. (1969)
- Dějiny hudebního experimentu v Praze a na Moravě (1969)
- Hrabě de Haugwitz a Nová hudba (1969)
- Berg předvádí happening, hudebně scénický výstup (1970)
- Uměnovědný dialog (1970)
- Prof. Salanradhak: Orientální hudba (1970)

### Literární práce
- K Janáčkovu skladebnému projevu (1949), publ. (1991) in: Zprávy společnosti Leoše Janáčka.
- Komposiční proces tvorby nové lidové písně (1952) disertační práce.
- Léblovi - Berg. Konfrontace č.1 (1969), str.41-46.
- Texty. Panton (1988). Výbor Bergových textů sestavený Františkem Hrabalem, doslov Miloš Štědroň.
- Složené formy z hlediska hudebnika. Konzerva-Na hudbu (2/1992).
- Invenční jednotky k velké opeře. Konzerva-Na hudbu (2/1992).
- Co s romantismem 1 in: Opus musicum (4/1996).
- Co s romantismem 2 in: Opus musicum (5/1996).
- Návštěvou v redakci Konfrontace. in: Ticho (4-5/1997).